# Das Phantom von Budapest
Das Phantom von Budapest ist ein fürs Fernsehen produziertes US-amerikanisches Horror-Drama von Regisseur Robert Markowitz aus dem Jahr 1983, das thematisch auf dem Roman „Das Phantom der Oper“ von Gaston Leroux beruht, jedoch inhaltlich stark abweicht.

## Handlung
Budapest am Beginn des 20. Jahrhunderts: Im Budapester Opernhaus finden die Proben für eine Inszenierung von Gounods Faust unter dem renommierten Dirigenten Sándor Korvin statt. Die Rolle der Margarete besetzt Sándor mit seiner jungen, noch unerfahrenen Frau, der Sopranistin Elena, die während der Proben einen Annäherungsversuch des Eigentümers der Oper, Baron Hunyadi, ausschlägt. Dieser fühlt sich nun in seiner Ehre gekränkt und lässt ihr Debüt in einem Fiasko enden.
Das Publikum pfeift sie gnadenlos aus, und der anerkannte Opernkritiker Kraus setzt, „inspiriert“ durch ein üppiges Trinkgeld des Barons, noch am selben Abend eine vernichtende Kritik in die Zeitung. In ihrer Verzweiflung nimmt sich Elena das Leben: Sie stürzt sich in die Donau. Sándor hat seinen gesamten Lebensinhalt verloren und beginnt einen grausamen Rachefeldzug, um den zu finden, der die Verantwortung für den Tod seiner Frau trägt.
Nachdem er dem Claqueur Balas, der auf Geheiß des Barons das Publikum regelrecht gegen Elena aufgehetzt hat, die rechte Hand abgehackt hat, sucht er den Kritiker auf, um ihn zur Rede zu stellen, doch die Situation eskaliert, es kommt zu einem Kampf, bei dem Kraus erschossen wird und ein volles Glas Schwefelsäure sich über Sándors Gesicht ergießt. Bis zur Unkenntlichkeit entstellt, zieht er sich in die Gewölbe unter der Oper zurück, um auf den geeigneten Moment für seine Rache zu warten.
Vier Jahre später: Unter der Leitung des jungen Regisseurs Michael Hartnell soll eine Neuinszenierung von „Faust“ mit der überheblichen Diva Brigida Bianchi aufgeführt werden. Nach einem Streit mit Madame Bianchi nimmt er die junge Maria Gianelli als Zweitbesetzung her. Auch Sándor, der nun als maskiertes Phantom sein Unwesen im Haus treibt, hat die junge Frau entdeckt und glaubt in ihr seine verstorbene Frau Elena wiederzuerkennen. Er nimmt Kontakt zu ihr auf und bietet ihr an, ihre Stimme zur Perfektion auszubilden. Dazu lädt er sie in sein altes Haus ein und bittet sie, die Kleider aus dem Schrank während der Proben zu tragen und niemandem von diesem Ort zu erzählen.
Während sich eine Romanze zwischen Maria und Michael entwickelt, reagiert das Phantom mit rasender Eifersucht und droht ihm mit dem Tod. Als jedoch auch der Baron seine Augen auf Maria geworfen hat, beschließt Sándor, dass es Zeit ist zu handeln. Während des alljährlichen Maskenballs entführt er Maria und Hunyadi. Er lässt den Baron von seinem dressierten Raben zu Tode hacken und will Maria bei sich, in den geheimen Kammern unter der Oper, behalten, um ihr das grausame Schicksal seiner Frau zu ersparen. Im Laufe eines Gesprächs reißt sie ihm die Maske herunter und enthüllt sein von den Verätzungen grauenhaft verstümmeltes Gesicht. Er wird rasend und erklärt ihr, dass sie die Chance freizukommen für immer verspielt habe.
Michael glaubt nicht an die Theorie des Polizeiinspektors, dass der Mörder des Barons vermutlich auch Maria als potentielle Zeugin umgebracht hat, und beginnt zu recherchieren. Als er von einigen Bühnenarbeitern die Tragödie von Sándor Korvin und seiner Frau hört, die Maria so ähnlich sieht, vermutet er, dass Korvin vielleicht noch am Leben ist und sich irgendwo in oder unter der Oper verstecken könnte. In einem Archiv besorgt er sich die Pläne des Unterbaus der Oper und findet über die Kanalisation wahrhaftig den Weg in das Versteck des Phantoms und kann Maria befreien.
Sándor, der nach dem abermaligen Verlust „seiner Frau“ nun endgültig seinen Lebenswillen verloren hat, beschließt, sich als letzten Racheakt an der grausamen Menschheit mit dem riesigen Kronleuchter mitten ins Publikum zu stürzen. Er sägt bereits die Kette durch, da bemerkt er Maria, die genau unter dem Leuchter sitzt (eine Falle für ihn, die Michael und der Inspektor gelegt haben), und versucht sie zu warnen, doch zu spät, die Kette reißt.
Maria bemerkt den herabstürzenden Lüster rechtzeitig, und ihr gelingt es, zusammen mit den Opernbesuchern auszuweichen. Das Phantom selbst stirbt, begraben unter dem schweren Kronleuchter, ohne seine Maske.

## Kritiken
Das Lexikon des internationalen Films schrieb: „Fernsehadaption des klassischen Stoffes vom Phantom in der Oper, das mit grausam entstelltem Gesicht in tiefen Gewölben lebt und eine junge Sängerin, die seiner verstorbenen Frau zum Verwechseln ähnlich sieht, mit Stimm-Unterricht fördert. Keine originalgetreue Version von Leroux’ Roman, zumal die Handlung von Paris ins für amerikanische Fernsehzuschauer vermeintlich folkloristischere Budapest verlegt wurde; in der Hauptrolle aber überzeugend gespielt, mit Reiz in Ausstattung und Maske.“
Kritiker Thomas Wagner urteilte: „Dutzende Male ist Gaston Leroux 1910 entstandener Roman Das Phantom der Oper inzwischen verfilmt worden. Die qualitative Spanne reicht dabei von zeitlosen Klassikern wie etwa der legendären 1925er Stummfilmversion mit Lon Chaney über moderne Adaptionen wie z. B. Brian De Palmas 'Phantom of the Paradise' bis hin zu völlig missglückten Kitschvariationen. Die 1983 entstandene amerikanisch-ungarische Fernsehproduktion The Phantom of the Opera gehört nun durchaus zu den sehenswerten Verfilmungen des Stoffes.“
In einer Filmrezension auf splashmovies.de wertete Michael Tomiak: „The Phantom of the Opera weicht immer wieder von der literarischen Vorlage ab und es ist deutlich zu erkennen, dass der Film für das Fernsehen produziert wurde. Für rund 1,5 Stunden durchschnittlicher TV-Unterhaltung reicht es zwar aus, wer allerdings eine angemessene Umsetzung des Romans erwartet, sollte sich besser den Stummfilm mit Lon Chaney, oder aber die Musical-Verfilmung von Joel Schumacher ansehen.“

## Synchronisation
| Rolle                         | DarstellerIn      | 1. Synchronfassung (TV, 1992) | 2. Synchronfassung (DVD, 2006) |
| ----------------------------- | ----------------- | ----------------------------- | ------------------------------ |
| Sándor Korvin / Das Phantom   | Maximilian Schell | Erik Schumann                 | Joachim Kerzel                 |
| Maria Gianelli / Elena Korvin | Jane Seymour      | Marietta Meade                | Claudia Urbschat-Mingues       |
| Michael Hartnell              | Michael York      | Randolf Kronberg              | Robert Missler                 |
| Baron Hunyadi                 | Jeremy Kemp       | Harald Leipnitz               | Klaus Nietz                    |
| Kraus                         | Philip Stone      | ?                             | Hans Bayer                     |
| Balas                         | Andras Miko       | Michael Habeck                | ?                              |

## Sonstiges
- Der Film wurde an Originalschauplätzen in Budapest und am József Katona Theater in Kecskemét gedreht.

- Das Make-up des Phantoms ist das Werk des Effekt-Künstlers Stan Winston.

- Der britische Schauspieler Paul Brooke, der hier als ermittelnder Polizeiinspektor zu sehen ist, spielte in einer weiteren Bearbeitung des Phantom-Stoffes mit. 2004 trat er in Joel Schumachers Musical-Film Das Phantom der Oper, basierend auf der gleichnamigen Bühnenshow von Andrew Lloyd Webber, als Auktionator auf.